# Still Waters
Still Waters er en amerikansk stumfilm fra 1915 af J. Searle Dawley.

## Medvirkende
- Marguerite Clark som Nesta
- Robert Broderick som Joe Martin
- Philip Tonge som Jed Perkins
- Robert Vaughn som Dr. John Ramsay
- Arthur Evers